# 示意图
示意图（schematic）又称原理图（schematic diagram），是用抽象的图形符号而非写实的图片表示系统、设备的工作原理及其组件相互关系的简图（图解）。
示意图通常省略所有与关键信息无关的细节，为了使本质意义易于理解，它可能过度简化某些元素。
例如，地铁线路图用一个点表示地铁站，这个点看起来并不像真正的地铁站。这是为了让乘客理解关键信息，不被多余的视觉细节干扰。化学过程的示意图用符号表示系统中容器、管、阀、泵等设备，而不去细致描绘它们，这样才突出了每个元素的功能与其间的联系。电路图中符号的排布与电路实际的样子并不相似，却能表现电路的工作原理。